# میوا یاناگی
میوا یاناگی (انگلیسی: Miwa Yanagi؛ زادهٔ ۱ ژانویهٔ ۱۹۶۷) عکاس، و استاد دانشگاه اهل ژاپن است.

## زندگی‌نامه
میوا یاناگی متولد ۱۹۶۷ شهر کوبه ژاپن است. پدر او تاجری موفق و ثروت‌مند بود. او در خاطرات خود می‌گوید:
«کودک متوسطی بودم، برنامه زندگی من آن سال‌ها میان رفتن به مدرسه‌ای معمولی و خانه پدری گذشت که البته بسیار هم خسته کننده بود.»
یانگی از همان‌سال‌ها هرچند علاقه یا برنامه خاصی برای تبدیل شدن به یک هنرمند را نداشت، علاقهٔ زیادی به هنر داشت و به‌همین‌خاطر تصمیم گرفت تا رشته هنرهای زیبا را در دانشگاه ادامه دهد. تحصیل در رشته هنر برای او فراتر از یک تصمیم حرفه‌ای به نظر می‌رسید. او در این زمینه اشاره می‌کند:
«پدر و مادر من آدم‌های بسیار معمولی هستند، و از من می‌خواستند تا ازدواج پایدار با فردی مناسب داشته باشم، و شغل امیدوار کننده ای برای آینده خود دست و پا کنم.»
زمانی‌که که میوا یاناگی آماده ورود به دانشگاه توکیو می‌شد، برای آموزش طراحی با فردی جوان آشنا شد و همین آشنایی او با این فرد باعث رشد او در هنر گردید. بعدها او علاقه‌مندی زیادی به رشته پرفورمنس آرت پیدا کرد؛ و اولین کار اجرایی اش در این زمینه مجموعه‌ای با نام «دختران آسانسور - Elevator girls» بود.
میوا یاناگی تا به حال نمایشگاه‌های زیادی را در آکادمی هنر نیجی در کیوتو، گوگونهایم، موزه جدید وسربورگ در برمن و … برگزار کرده‌است.